# Dolore (filosofia)
Il termine dolore indica qualunque sensazione soggettiva di sofferenza provocata da un male fisico o morale. Il dolore fisico è argomento della medicina, specificatamente dalla algologia, mentre quello morale è stato a lungo dibattuto nella storia della filosofia e in particolare nella Teodicea.
Sebbene la terminologia non distingua nettamente tra dolore e sofferenza, considerati quasi sinonimi, il significato dei due termini è diverso: nel senso che il dolore non è una mia creazione mentre la sofferenza è il mio modo di sentirlo, di sopportarlo [dal lat. tardo sufferentia, «sopportazione, pazienza», der. di suffĕrens -entis «sofferente»]. La sofferenza è quindi una condizione che nasce dal dolore fisico o morale e che mi accompagna nel tempo.
Nei fenomeni psicosomatici la distinzione tra dolore fisico e morale viene a mancare nel senso che intensi stati dolorosi psichici si riflettono negativamente sull'organismo generando condizioni di sofferenza fisica.

## Il dolore fisico e spirituale
La storia del dolore si dirama in due filoni che talora s'intrecciano tra loro: spiegare il dolore come esperienza fisica e spirituale presente negli esseri umani e, secondo alcune concezioni, in tutti gli esseri viventi e cercare il modo di combatterlo. Evidentemente quanto più si approfondisce la conoscenza del dolore come ha fatto la filosofia, la religione e la medicina, tanto più si può combatterlo.
Il primo aspetto del dolore è quello della sua universalità ma questo non vuol dire che tutti soffrano allo stesso modo. Vi sono infatti diversi modi all'interno di diverse culture di provare dolore:
les époques et dans toutes les civilisantions.»
Infatti c'è una parte materiale del dolore che è il danno fisico e una che riguarda il modo di viverlo: in una cultura religiosa orientale la sofferenza è rapportata alla generica apparenza e ininfluenza del mondo sensibile mentre in quella cristiana il dolore è strumento di redenzione. «L'esperienza del dolore sta nella circolarità tra danno e senso»

## Storia della filosofia e della fisiologia del dolore

### Filosofia antica
Le prime concezioni filosofiche sul dolore compaiono nei presocratici come ad esempio in Democrito (460 a. C.-360 a.C.) che afferma che il dolore può essere eliminato moralmente con il perseguimento dell'euthymìa, ossia della tranquillità, della serenità dell'animo. Vero saggio dunque è colui che impronta la sua vita a regole di moderazione, di accorta misura e di equilibrio, rifuggendo i beni inferiori. Per il filosofo atomista il dolore ha una sua precisa origine nel tatto: 
Con Platone (428 a.C.–348 a.C.) il dolore ha non solo un'origine sensibile ma anche morale dall'anima che ha sede nel cuore di colui che viene punito, per non aver seguito la verità, con la sofferenza con la quale però può riscattarsi e riappropriarsi del bene
Alcmeone di Crotone medico e filosofo greco antico del V secolo a.C., allievo di Pitagora, per primo teorizzò che l'origine della sensibilità fosse nel cervello e non nel cuore, come sosterrà Aristotele (384 a.C.-322 a.C.) che riuscirà a fare affermare definitivamente questa teoria.
Fu Erofilo (335 a.C.-280 a. C.) a dimostrare fisicamente che il cervello faceva parte del sistema nervoso: una scoperta questa che venne dimenticata e riportata alla luce da Galeno (129-201) quattro secoli dopo.
Con lo stoicismo (III sec. a.C.-III secolo) il dolore viene concepito come strumento mistico in grado di porre l'uomo al di sopra della stessa divinità che non ha nessun merito, nella sua perfezione, nell'ignorare quella sofferenza che gli uomini sono invece in grado di vincere senza lamentarsi.
Per Agostino d'Ippona (354-430) il dolore ha tre precise caratteristiche: l'universalità, il suo legame sia con il corpo che con l'anima, la sua origine nel peccato.

### Filosofia medioevale
Nell'epoca medioevale Tommaso d'Aquino (1224-1274) sostiene che la stessa sofferenza dell'anima genera il dolore del corpo. Il dolore può essere alleviato dalla compassione reciproca tra gli uomini che così si spartiscono il peso della sofferenza
La concezione aristotelica del dolore durò per tutto il Medioevo corroborata dal pensiero del medico e filosofo Avicenna (980-1037) che classificò quindici tipologie del dolore che egli considerava sintomo di malattia e esso stesso malattia.

### Filosofia moderna
L'abbandono della concezione metafisica del dolore si ebbe con gli studi cartesiani che identificarono nel cervello la sede del dolore che ivi proviene attraverso i nervi da un'affezione periferica del corpo. Cartesio esclude, in nome del suo rigido dualismo, che il dolore come fatto fisico possa essere associato a fattori psicologici che aiutino a capire l'evento doloroso.
Baruch Spinoza introdusse la concezione psicofisica del dolore includendo in esso il fenomeno della melanconia definendo come tristitia sia il dolore fisico che quello psichico:
Nel 1850 con la nascita della fisiologia sperimentale vengono elaborate le prime due teorie del dolore inteso come evento sensoriale riferito ad una precisa fonte sensibile, diversa da tutti gli altri sensi, o come fatto derivato dall'intensità di una qualsiasi percezione sensoriale che, raggiunto un limite massimo, genera dolore.

#### Arthur Schopenhauer
Una complessa metafisica del dolore viene elaborata nel XIX secolo da Arthur Schopenhauer (1788–1860).
La stessa filosofia per il filosofo tedesco nasce dalla cognizione del dolore:
«Ad eccezione dell'uomo, nessun essere si meraviglia della propria esistenza… La meraviglia filosofica … è viceversa condizionata da un più elevato sviluppo dell'intelligenza individuale: tale condizione però non è certamente l'unica, ma è invece la cognizione della morte, insieme con la vista del dolore e della miseria della vita, che ha senza dubbio dato l'impulso più forte alla riflessione filosofica e alle spiegazioni metafisiche del mondo. Se la nostra vita fosse senza fine e senza dolore, a nessuno forse verrebbe in mente di domandarsi perché il mondo esista e perché sia fatto proprio così, ma tutto ciò sarebbe ovvio.»
Se ognuno di noi non fosse che un puro soggetto sensoriale, "una testa d'angelo alata senza corpo", non potremmo mai uscire dai fenomeni, ma poiché siamo corpo non ci limitiamo a guardarci dal di fuori ma ci sentiamo vivere, sentiamo che il corpo ci appartiene, che è l'oggetto con cui l'io tende a identificarsi e che tutto questo genera dolore inteso come un desiderio di vivere che non trova soddisfazione completa.
Alla ricerca dell'essenza della vita Schopenhauer la scopre nella presenza della "volontà di vivere", una forza irrazionale e noumenica che spinge l'uomo a potenziare sempre più la sua esistenza corporea e ad arricchirla senza rendersi conto che in questo modo egli accresce il dolore di vivere.
La volontà di vivere produce dolore ma non per se stessa, per una sua connotazione maligna: il dolore infatti nasce quando la volontà di vivere si oggettiva nei corpi che volendo vivere esprimono una continua tensione, sempre insoddisfatta, verso quella vita che appare loro come sempre mancante di quanto essi vorrebbero. Quanto più si ha brama di vivere tanto più si soffre. Quanto più si accresce la propria vita arricchendola tanto più si soffre. Non esistono rimedi definitivi per uscire dal dolore poiché questo è connesso alla nostra stessa materialità. L'unica via d'uscita sembra essere quella prospettata dalla filosofia orientale dell'ascesi intesa come volontaria e totale rinuncia alla corporeità.

### Filosofia contemporanea
Nella prima metà del XX secolo, dopo la terribile esperienza della prima guerra mondiale, la filosofia esistenzialistica erede di Kierkegaard, per un verso rivaluta il dolore come mezzo di perfezione morale capace di rendere gli uomini consapevoli della loro uguaglianza nella sofferenza e della necessità della reciproca solidarietà, per un altro proclama il proprio pessimismo.
Karl Theodor Jaspers (1883–1969) dichiara il fallimento del tentativo della ragione di comprendere il mondo ma proprio per questo il pensiero giunge alla chiarificazione dell'esistenza. Questo passaggio vede l'esistente utilizzare i mezzi che gli sono propri per definire la sua situazione. La decisione è il fulcro delle possibilità dell'esistente che tentando le strade della trascendenza cerca di non ridursi a mero esserci. La comunicazione, la storicità, la volontà, la libertà, le situazioni-limite (situazioni che sono così necessariamente, come il dolore, la morte, sono definite dall'autore come l'esistenza stessa:
Queste situazioni sono immutabili e definitive. L'impossibilità per l'individuo di comprendere l'origine ed il senso di queste situazioni e di affrontarle sul piano pratico fa capire che in esse sussiste la presenza misteriosa dell'Essere, ossia della trascendenza.
Ludwig Wittgenstein (1889-1951) sostiene che il dolore sconvolge l'uomo come un evento sordo e muto ma egli attraverso il linguaggio può esprimere il dolore dandogli un senso e raggiungendo così un sollievo alla sofferenza. 
Peter Singer (1946) è convinto che la nozione del dolore, inteso come qualsiasi tipo di sofferenza fisica o psicologica, non è solo proprio della specie umana. È innegabile che ciò succede anche a tutti gli animali di specie non umana, molti dei quali sono in grado di provare anche forme di sofferenza che vanno al di là di quella fisica (l'angoscia di una madre separata dai suoi piccoli, la noia dell'essere rinchiusi in una gabbia). È proprio questo che ci rende uguali agli animali non-umani e che porta a ritenere la sperimentazione scientifica sugli animali e il consumo di carne atti ingiustificabili, dettati unicamente dalla nostra concezione specista, profondamente radicata nella civiltà occidentale odierna.
In Italia un'approfondita analisi sul significato del dolore è stata condotta da Salvatore Natoli (1942).